# Chiesa di San Giacomo degli Italiani

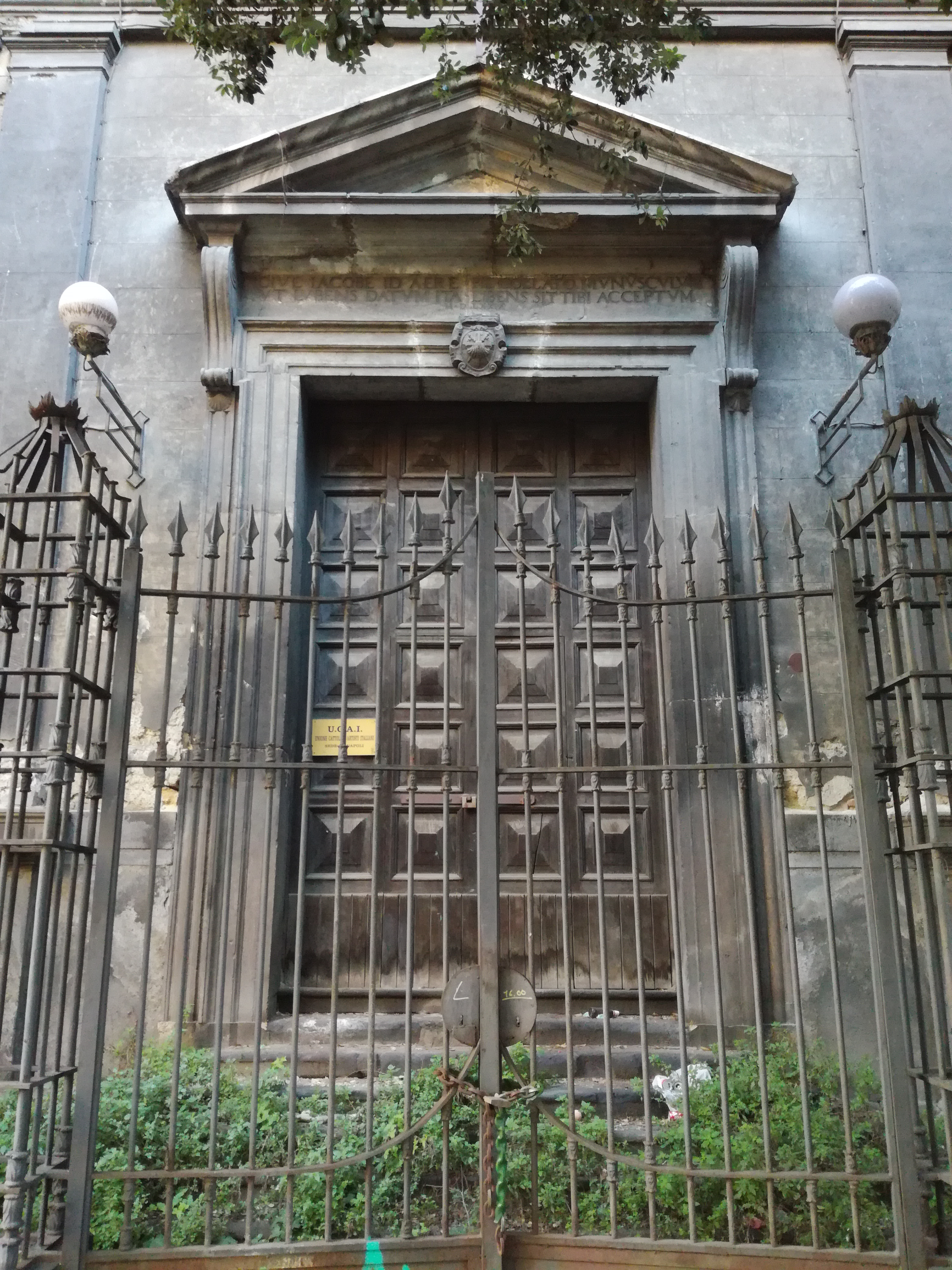
Il portale

La chiesa di San Giacomo degli Italiani (detta in origine chiesa di San Giacomo dei Pisani e successivamente chiesa di San Giacomo della Spada) è una chiesa di Napoli sita in via Depretis.

## Storia
In origine la chiesa s'innalzava in uno slargo di vico Venafro, a pochi passi dalla strada e dalla piazza di Porto, strade oggi non più esistenti come tutta la zona del Basso Porto sventrata dai lavori del Risanamento.
La struttura venne fondata nel 1238, in epoca sveva, dal console pisano Addone Gualdulio e dal cavaliere Ruggiero Pesce in adempimento di un voto da parte della Repubblica di Pisa, la cui flotta aveva vinto una battaglia contro i Saraceni ed era approdata nel porto di Napoli.
Nel 1406 divenne la chiesa dei cavalieri dell'Ordine della Spada. Sebbene il viceré don Pedro di Toledo avesse deciso di trasferire l'evento dell'investitura nella basilica di San Giacomo degli Spagnoli (che a suo tempo era stata appena costruita), talvolta le cerimonie di vestizione dell'abito vennero eseguite proprio in questa chiesa. Successivamente il viceré spagnolo Íñigo López de Hurtado de Mendoza decise di rendere assoluto il divieto.
Dopo l'Ordine cavalleresco viene ceduta ai complateari che nel 1775 restaurarono la chiesa in stile barocco. Fu elevata a sede parrocchiale dal cardinale Gesualdo.
La planimetria della chiesa (molto singolare) era ad aula di forma quadrangolare con cinque cappelle ricavate tra i pilastri che articolavano le pareti. In un ambiente superiore alla chiesa vi era pure il seicentesco oratorio di Maria Santissima del Refrigerio dove si riunivano gli armaioli di via Lanzieri.
L'attuale chiesa di San Giacomo fu ricostruita in seguito agli accordi presi con la società per il Risanamento, quasi nello stesso luogo della precedente, ma sulla nuova via Depretis, riutilizzando il primitivo portale con al centro lo stemma di una conchiglia con spade incrociate. Anche alcuni dipinti della vecchia chiesa trovarono posto nella nuova sede.
La chiesa ha subito dei danni a causa dei bombardamenti nel 1943, in particolare da quello che colpì l'adiacente palazzo dei Telefoni. La facciata perse alcuni ornamenti neobarocchi e la torretta campanaria.
Dal terremoto dell'Irpinia del 1980 la chiesa è sconsacrata ed è usata per convegni ed esposizioni artistiche temporanee.